# Мечетна (притока Красної)
Мечетна — річка в Луганській області, ліва притока Красної. Довжина річки 20 км, площа водозбірного басейну 110 км², похил 5,0 м/км.
Витік річки поблизу села Суровцівка, напрям течії здебільшого на північний захід та захід, в селі Новокраснянка з правого боку у Мечетну впадає річка Гнила. Неподалік села Голикове річка розділяється на два рукава та впадає в Красну.